# José Carlos Soriano
José Carlos Soriano   () va ser un actor i director argentí que va treballar tant al seu país com a Espanya.

## Biografia
Pepe Soriano va destacar per les seves interpretacions tant en cinema com en teatre i televisió. Entre les representacions més recordades es troben, en cinema, l'alemany Schultz a La Patagonia rebelde (1974), l'avi a No toquen a la nena (1976), Lisandro de la Torre a Asesinato en el Senado de la Nación (1984), en teatre el seu unipersonal a Lisandro, i a televisió el seu personatge d'avi italià de Don Berto, personatge al seu torn remodelat com la terrible àvia de La nona, tant al cinema com en el teatre.

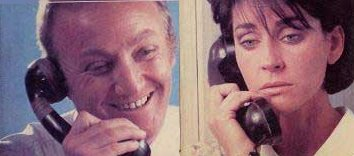
Al pòster de la pel·lícula Juan Lamaglia y Sra. (1970); al seu costat Julia von Grolman.

A Espanya és recordat per la pel·lícula Espérame en el cielo (1988), en la qual interpreta a un doble del dictador Francisco Franco, i per la reeixida sèrie de televisió Farmacia de guardia en la seva primera temporada (1991-1992).
Va obtenir el Premi Konex en 1981 com un dels actors més importants del cinema argentí. Guanyador del Còndor de Plata al millor actor en 1971 per Juan Lamaglia y Sra. i del Còndor de Plata al millor actor de repartiment en 1995 per Una sombra ya pronto serás, en 1998 l'Asociación de Cronistas Cinematográficos de la Argentina li va lliurar el Premi Còndor de Plata a la trajectòria. En 2010 va ser declarat ciutadà il·lustre de la Ciutat de Buenos Aires. En 2019 sota la gestió de l'intendent de Tigre Julio Zamora s'inaugurà el primer Teatre Municipal de Tigre, en la localitat de Benavidez. A l'hora d'escollir un nom que representés el nou teatre, per iniciativa del productor Gabriel García i amb el suport i la decisió de l'intendent Zamora, se'l denominà Teatre Municipal Pepe Soriano.

## Filmografia
- Mi primera boda (2011)
- Babilonia, la noticia secreta (2010)
- El brindis (2007) Isidoro
- A través de tus ojos (2006) Lito
- Cargo de conciencia (2005) Senador Madariaga
- Avellaneando (migmetratge - 2004) Entrevistat
- Tacholas, un actor galaico porteño (2003) Entrevistat
- La suerte dormida (2003) (com Pepe Soriano) .... José
- El último tren (2002) .... Dante
- Lugares comunes (2002)
- Corazón de fuego (2002) Dante Mineti, secretari
- Ángel, la diva y yo (1999) Ángel Ferreyros
- Cóndor Crux (1999) (veu) Dr. Crux
- Cohen vs. Rosi (1998) Elías Cohen
- Sus ojos se cerraron y el mundo sigue andando (1998) Pepe
- Momentos robados (1997)
- La maestra normal (1996)
- Una sombra ya pronto serás (1994)
- Funes, un gran amor (1993)
- La taberna fantástica (1991)
- El tesoro (1990) (Espanya) (com Pepe Soriano) .... Don Lino
- El mar y el tiempo (1989) .... Jesús
- País cerrado, teatro abierto (1989) Ell mateix
- Matar al Nani (1988) .... Pare de Nani
- Espérame en el cielo (1988) (com Pepe Soriano) .... Paulino Alonso / Francisco Franco
- Pobre mariposa (1986)
- Te amo (1986) Mago
- Otra esperanza (1984)
- Asesinato en el Senado de la Nación (1984) Lisandro de la Torre
- Los enemigos (1983) Ell mateix
- La invitación (1982)
- Pubis angelical (1982)
- Sentimental (réquiem para un amigo) (1981) com Piatti
- La nona (1979) com Carmen Racazzi, "La Nona"
- Netri, el mártir de Alcorta (inconclusa - 1977)
- No toquen a la nena (1976) Severino Di Filippi "el nono"
- Los gauchos judíos (1974)
- La Patagonia rebelde (1974) Schultz, "El alemán"
- Las venganzas de Beto Sánchez (1973) Beto Sánchez
- Heroína (1972)
- El ayudante (1971)
- Juan Lamaglia y Sra. (1970)
- Psexoanálisis (1968)
- Tute Cabrero (1968)
- Cuando los hombres hablan de mujeres (1967)
- Hotel alojamiento (1966)
- El protegido (1956)
- Adiós muchachos (1955)

## Teatre
- La laguna dorada (actor)
- El violinista en el tejado (actor)
- Gris de ausencia (actor)
- Visitando al Sr. Green (actor)
- Celebration (actor)
- El Loro Calabrés (autor, actor, director; desde 1975)
- La nona.
- Lisandro (1974).
- Conversación con mamá (actor). 2012.
- Rotos de amor (actor). 2018-2019.

## Televisió
- La leona (2016)
- Trillizos, El Nono (1999), com "Don Berto"
- Farmacia de guardia (1991)
- La huella del crimen 2: El crimen de las estanqueras de Sevilla (1991)
- Miguel Servet, la sangre y la ceniza (1989)
- Nosotros d'Agustín Alezzo (1975)
- Alta comedia (1974)
- El tobogán de Jacobo Langsner (1972)
- Esperando la carroza de Jacobo Langsner (1971)
- Rito de adviento (1970)

## Premis i candidatures
Premis Cóndor de Plata
| Any  | Categoria                              | Pel·lícula                             | Resultat  |
| ---- | -------------------------------------- | -------------------------------------- | --------- |
| 2007 | Millor actor                           | A través de tus ojos                   | Nominat   |
| 2003 | Mejor actor                            | El último tren                         | Nominat   |
| 1998 | Premi a la trajectòria cinematogràfica | Premi a la trajectòria cinematogràfica | Guanyador |
| 1995 | Millor actor de repartiment            | Una sombra ya pronto serás             | Guanyador |
| 1971 | Millor actor                           | Juan Lamaglia y Sra.                   | Guanyador |

Premis Goya
| Any  | Categoria                                   | Pel·lícula           | Resultat |
| ---- | ------------------------------------------- | -------------------- | -------- |
| 1988 | Millor interpretació masculina protagonista | Espérame en el cielo | Nominat  |

Premis Martín Fierro
| Any  | Categoria                   | Pel·lícula                   | Resultat  |
| ---- | --------------------------- | ---------------------------- | --------- |
| 1999 | Millor actor de repartiment | Trillizos, ¡dijo la partera! | Guanyador |

Cercle d'Escriptors Cinematogràfics
| Any  | Categoria              | Pel·lícula        | Resultat  |
| ---- | ---------------------- | ----------------- | --------- |
| 2003 | Millor actor secundari | La suerte dormida | Guanyador |